# Мартыненко, Александр Владленович
Александр Владленович Мартыненко (укр. Олександр Владленович Мартиненко; 22 августа 1960, Харьков — 28 мая 2024, Киев) — украинский журналист и медиаменеджер. Основатель и генеральный директор информационного агентства «Интерфакс-Украина» (с 2003 года). Пресс-секретарь Президента Украины Леонида Кучмы (1998—2001). Заслуженный журналист Украины (2010).

## Биография
Родился 22 августа 1960 года в Харькове. Украинец по происхождению. Отец — Владлен Иванович (род. 1926) — полковник, преподаватель, мать — Лидия Евдокимовна (род. 1926).
Окончил экономический факультет Харьковского государственного университета по специальности «планирование промышленности» (1977—1982). В 1980-х являлся руководителем харьковского рок-клуба, члены которого собирались в кафе «Сквозняк». Являлся членом КПСС.
Начал трудовую карьеру в сентябре 1982 года став инженером планового отдела завода «Коммунар», где собирал телевизоры «Берёзка». С 1987 по 1990 года — младший научный сотрудник кафедры планирования народного хозяйства Харьковского государственного университета.
В январе 1990 года стал корреспондентом и редактором отдела газеты «Ориентир ДиП». В это время редактировал первую на Украине жёлтую газету «Такси». В январе 1992 года возглавил информационную службу агентства «Харьков-новости».
В 1992 году основал и возглавил информационное агентство «Интерфакс-Украина». По словам Мартыненко, помощь в регистрации компании ему оказал городской голова Харькова Евгений Кушнарёв.
В июне 1998 года Кушнарёв, тогда руководитель Администрации президента Украины, пригласил Мартыненко стать его заместителем. В качестве зама Мартыненко оставался вплоть до отставки Кушнарёва в ноябре того же года. В ноябре 1998 года стал пресс-секретарём президента Украины Леонида Кучмы. Спустя три года, перешёл на должность секретаря Совета по вопросам информационной политики при президенте Украины, где работал до сентября 2002 года. С октября 2001 года являлся консультантом Администрации президента Украины.
С июня 2002 по сентябрь 2003 год — член Национального совета Украины по вопросам телевидения и радиовещания.
В октябре 2003 года стал генеральным директором «Интерфакс-Украина».
В июле 2021 года вместе с журналистом Мыколой Вереснем запустил на видеохостинге YouTube канал «После. Завтра».
Скончался 28 мая 2024 года на 64-м году жизни в Киеве. Похоронен на Байковом кладбище в Киеве.

## Награды и звания
- Командор ордена Заслуг (Португалия, 19 июня 2001 года)[10]
- Заслуженный журналист Украины (2010)[11]
- Орден князя Ярослава Мудрого V степени (2020)[12]
- Орден «За заслуги» III степени (2022)[13]
- Орден «За заслуги» II степени (2024, посмертно)[14]

## Личная жизнь
Первая супруга являлась студенткой филологического факультета Харьковского государственного университета. От первого брака сын Андрей.